# Tetraallylzinn
Tetraallylzinn ist eine chemische Verbindung aus der Gruppe der Zinnorganischen Verbindungen.

## Gewinnung und Darstellung
Tetraallylzinn kann durch Reaktion von Allylmagnesiumbromid mit Zinn(IV)-chlorid in Tetrahydrofuran gewonnen werden.

## Eigenschaften
Tetraallylzinn ist eine farblose bis gelbliche, klare Flüssigkeit, die praktisch unlöslich in Wasser ist.
Die Verbindung geht Additionsreaktionen und Allylierungen mit Aldehyden oder Carbonylverbindungen ein.

## Verwendung
Tetraallylzinn wird als Zwischenprodukt für die Herstellung von Allyllithium, als Allylnukleophil für Allylierungen und für die Stille-Kupplung verwendet.